# Ivan Grohar
Pour les articles homonymes, voir Grohar.
Ivan Grohar, né le 15 juin 1867 à Spodnja Sorica et mort le 19 avril 1911 à Laibach, est un peintre impressionniste carniolien.

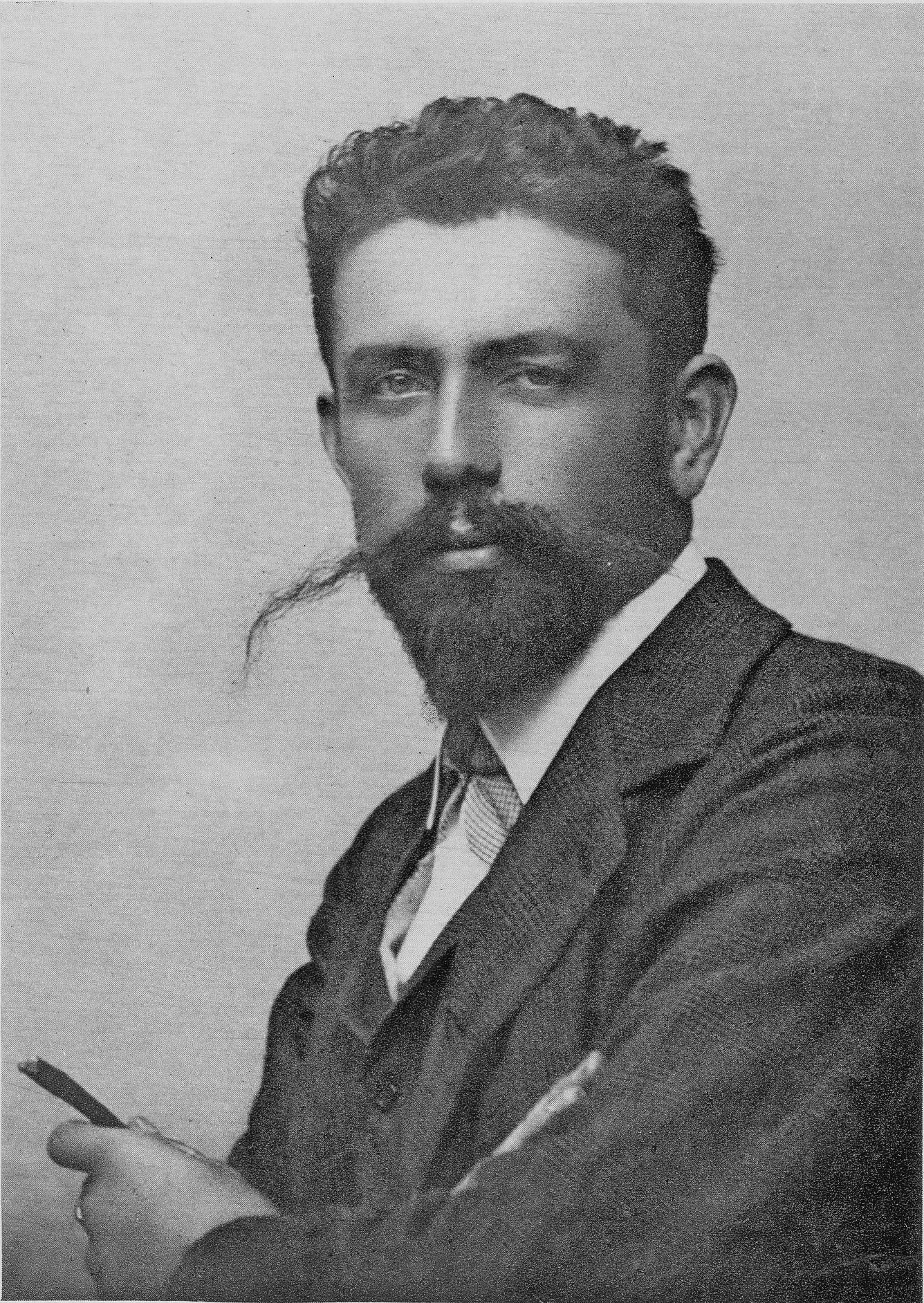
Ivan Grohar, 1911

## Biographie
Grohar est né en 1867 à Spodnja Sorica, village de la municipalité de Železniki en Haute-Carniole, alors au sein de l'empire d'Autriche-Hongrie (aujourd'hui en Slovénie).
Grohar est rapidement attiré par les arts. Il commence sa carrière dans le studio d'un peintre dans la ville de Kranj, puis à Zagreb. Il découvre le courant impressionniste à Munich où, en 1899, Rihard Jakopič le présente à Anton Ažbe. Il rencontre également Matija Jama et Matej Sternen.
Malgré sa situation sociale difficile, le peintre a participé à de nombreuses expositions à Vienne, Belgrade, Berlin, Londres, Sofia, Trieste, Varsovie et Cracovie. En 1909, il participe à une exposition dans le pavillon Jakopič de Ljubljana qui célébrait les 80 ans des arts visuels dans les régions slovènes.

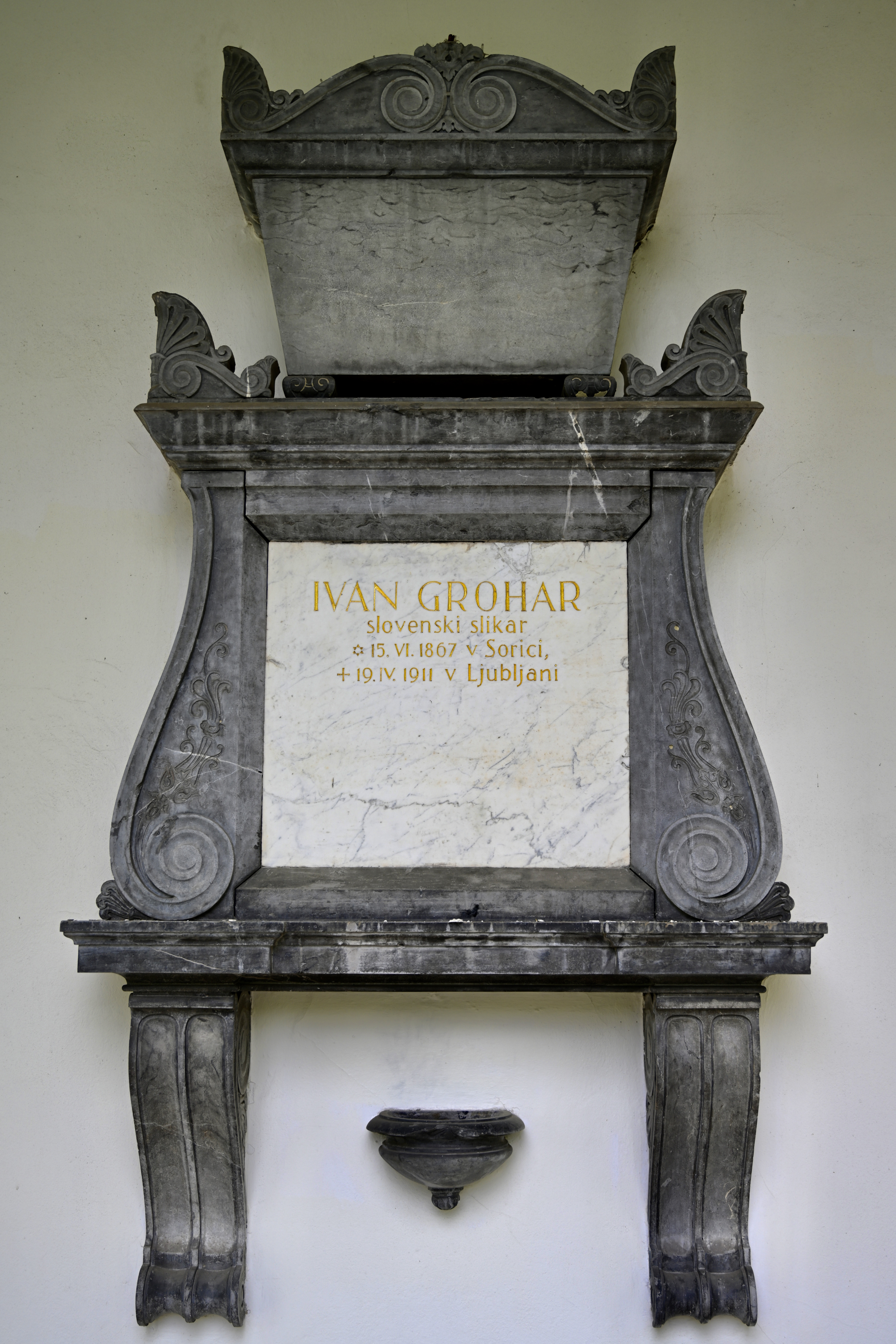
Monument funéraire de Grohar, dans le parc du Souvenir de Navje, à Ljubljana.

## Œuvre
Une des œuvres les plus connues du peintre est probablement la peinture dénommée Sejalec ("Le semeur"). Celle-ci est représentée sur la face nationale de la pièce slovène de 5 centimes d'euro.